# إسحاق بن راهويه
إسحاق بن رَاهَوَيْه المروزي الحنظلي التميمي (161 هـ- 238 هـ / 778 - 853 م)، الإمام الكبير، شيخ المشرق، سيد الحفاظ، أحد أئمة المسلمين، وعلماء الدين، اجتمع له الحديث والفقه والحفظ والصدق والورع والزهد وهو صاحب مذهب من المذاهب المندثرة.

## نسبه
- هو: أبو يعقوب إسحاق بن إبراهيم بن مخلد بن إبراهيم بن عبد الله بن مطر بن عبيد الله بن غالب بن الوارث بن عبيد الله بن عطية بن مرة بن كعب بن همام بن أسد بن مرة بن عمرو بن حنظلة بن مالك بن زيد مناة بن تميم بن مر بن أد بن طابخة بن إلياس بن مضر بن نزار بن معد بن عدنان، [4] الحنظلي التميمي المرزوي، يكنى أبو يعقوب، وأبو محمد.[5]

### لقبه
وقيل في سبب تلقيبه «ابن راهويه» إن أباه ولد في طريق مكة فقال أهل مرو: «راهويه» أي ولد في الطريق.
قال أحمد بن سلمة: سمعت إسحاق يقول: قال لي الأمير عبد الله بن طاهر: لم قيل لك: ابن راهويه؟ وما معنى هذا؟ وهل تكره أن يقال لك ذلك؟ قال: اعلم أيها الأمير أن أبي ولد في طريق مكة، فقالت المراوزة: راهويه؛ لأنه ولد في الطريق، وكان أبي يكره هذا. وأما أنا، فلا أكرهه.

## طلبه للعلم
ابتدأ الإمام إسحاق بن راهويه التميمي الطلب في سن مبكرة ببلده، فسمع من غير واحدٍ من أهل العلم والفضل مثل عبد الله بن المبارك، الذي سمع منه، ثم خرج لطلب العلم في العراق سنة أربع وثمانين ومائة، وهو ابن ثلاثة وعشرين عاماً، وطاف غيرها من البلاد كالحجاز واليمن والشام، ولم يدخل مصر، ثم ورد بغداد مرة أخرى، وجالس حفاظ أهلها وذاكرهم، فلقي أبو معاوية الضرير، ووكيع بن الجراح، وحماد بن أسامة وسمع منهم، ثم رحل إلى الحجاز فسمع من علماء الحرم، كسفيان بن عيينة، والفضيل بن عياض التميمي، وغيرهما، ثم سار إلى اليمن وسمع من عبد الرزاق الصنعاني وغيره، ورحل إلى الشام فسمع من بقية بن الوليد، والوليد بن مسلم، وغيرهما.
ثم عاد إلى خراسان فاستوطن نيسابور، واستمر فيها معلماً إلى أن وافته المنية فيها، ولم تقتصر رحلته على سماع الحديث فحسب، فقد كان عالماً بعلوم الحديث تصحيحاً وتعليلاً، وبرجاله جرحاً وتعديلاً، وإماماً في الفقه مبرزاً فيه، وعالماً بالتفسير يحفظ أسانيده ويصنف فيه، وعالماً باللغة ينقل عن أربابها.

### شيوخه
سمع من ابن المبارك، فما أقدم على الرواية عنه - لكونه كان مبتدئا - لم يتقن الأخذ عنه، وقد ارتحل في سنة 184 هـ، ولقي الكبار، وكتب عن خلق من أتباع التابعين، وسمع الفضل بن موسى السيناني، والفضيل بن عياض، ومعتمر بن سليمان، وعبد العزيز بن عبد الصمد العمي، وعبد العزيز بن محمد الدراوردي، وأبا خالد الأحمر، وجرير بن عبد الحميد، وسفيان بن عيينة، وعيسى بن يونس، وأبا تميلة يحيى بن واضح، وعتاب بن بشير الجزري، وأبا معاوية الضرير، ومرحوم بن عبد العزيز، وعبد الله بن وهب، ومخلد بن يزيد، وحاتم بن إسماعيل، وعمر بن هارون البلخي، ومحمد بن جعفر غندرا، والوليد بن مسلم، وإسماعيل بن علية، ووكيع بن الجراح، وبقية بن الوليد، وحفص بن غياث، وعبد الله بن إدريس، والوليد بن مسلم، وشعيب بن إسحاق، وعبد الأعلى بن عبد الأعلى السامي، والنضر بن شميل، ومحمد بن فضيل، ويزيد بن هارون، وأسباط بن محمد، وعبد الوهاب الثقفي، ويحيى بن سعيد القطان، وأبا بكر بن عياش، وعبيدة بن حميد، وعبد الرحمن بن مهدي، وعبد الرزاق الصنعاني.

### ممن روى عنه
حدّث عنه:
- بقية بن الوليد، ويحيى بن آدم، وهما من شيوخه.
- وأحمد بن حنبل، ويحيى بن معين، وهما من أقرانه.
- وإسحاق بن منصور، ومحمد بن يحيى، ومحمد بن إسماعيل البخاري، ومسلم بن الحجاج في صحيحيهما، وأبو داود، والنسائي في سننهما، ومحمد بن عيسى السلمي في جامعه، وأحمد بن سلمة، وإبراهيم بن أبي طالب، وموسى بن هارون، ومحمد بن نصر المروزي، وداود بن علي الظاهري، وعبد الله بن محمد بن شيرويه، وولده محمد بن إسحاق، وجعفر الفريابي، وإسحاق بن إبراهيم البشتي والحسين بن محمد القباني، ومحمد بن النضر الجارودي، وأبو العباس الحسن بن سفيان، أبو العباس السراج.[1]

## أقوال العلماء عنه
لقد ارتقى الإمام إسحاق بن راهويه التّميميُّ منزلة عالية بين علماء الحديث، وساد في المشرق والمغرب في العلم والحفظ.
- قال أحمد بن حنبل «لم يعبر الجسر إلى خراسان مثل إسحاق، وإن كان يخالفنا في أشياء؛ فإن الناس لم يزل يخالف بعضهم بعضا.».
- قال نعيم بن حماد: «إذا رأيت الخراساني يتكلم في إسحاق بن راهويه فاتهمه في دينه.».
- قال الدارمي: «ساد إسحاق أهل المشرق والمغرب بصدقه. وقد حكى إجماع الصحابة في كفر تارك الصلاة.».
- قال فيه الخطيب البغدادي: «اجتمع له الحديث والفقه والحفظ والصدق والورع والزهد، ورحل إلى العراق والحجاز والشام واليمن.[1]».
- قال النسائي: «إسحاق ثقة مأمون إمام.».
- قال أبو داود الخفاف: «سمعت إسحاق بن راهويه يقول: كأني أنظر إلى مائة ألف حديث في كتبي، وثلاثين ألفا أسردها، قال: وأملى علينا إسحاق من حفظه أحد عشر ألف حديث ثم قرأها علينا فما زاد حرفا ولا نقص حرفا.»
- قال أبو زرعة: «ما رأيت أحفظ من إسحاق.».
- قال أبو حاتم: «العجب من إتقانه وسلامته من الغلط مع ما رزق من الحفظ.[6]».
- قال أحمد بن سلمة: سمعت إسحاق بن راهويه يقول: «جمعني وهذا المبتدع ابن أبي صالح مجلس الأمير عبد الله بن طاهر فسألني الأمير عن أخبار النزول فسردتها، فقال ابن أبي صالح: كفرت برب ينزل من سماء إلى سماء فقلت: آمنت برب يفعل ما يشاء».[7]
- وقال ابن القيم: «كان إسحاق رأس أهل زمانه في العلم والحديث والتفسير والسنة والأمر بالمعروف، والنهي عن المنكر، وكسر الجهمية، وأهل البدع ببلاد خراسان، وهو الذي نشر السنة في بلاد خراسان».[8]

## كتبه
وله مصنفات منها؛
- المُسْند.
- التفسير الكبير، وقد أملى المسند والتفسير من حفظه، وما كان يُحدث إلا حفظاً.
- المصنف.
- الجامع الكبير.
- الجامع الصغير.

## جمع البخاري للصحيح
ذكر المؤرخون أن الباعث للبخاري لتصنيف الكتاب أنه كان يوماً في مجلس عند إسحاق بن راهويه فقال إسحاق: «لو جمعتم كتابا مختصرا لصحيح سنة النبي ﷺ.» فوقع هذا القول في قلب البخاري فأخذ في جمع صحيحه.